# Kanton Limoges-Corgnac
Kanton Limoges-Corgnac is een voormalig kanton van het Franse departement Haute-Vienne. Kanton Limoges-Corgnac maakte deel uit van het arrondissement Limoges.
Het werd opgeheven bij decreet van 20 februari 2014, met uitwerking op 22 maart 2015.

## Gemeenten
Het kanton Limoges-Corgnac omvatte enkel een deel van de gemeente Limoges.